# خوليو سيزار بالديفيسو
خوليو سيزار بالديفييزو ريكو (بالإسبانية: Julio César Baldivieso Rico) (مواليد 2 ديسمبر 1971 في كوتشابامبا) لاعب كرة قدم بوليفي دولي معتزل كان يجيد اللعب في خط الوسط.
تعوقد معه في 21 ديسمبر لتدريب منتخب فلسطين لكرة القدم تحضيرا لنهائيات اسيا، لكنه أقيل من هذا المنصب في أبريل 2018.

## روابط خارجية
- خوليو سيزار بالديفيسو على موقع رابطة كرة القدم اليابانية للمحترفين (اليابانية)
- خوليو سيزار بالديفيسو على موقع قاعدة بيانات كرة القدم.إي يو (الإنجليزية)
- خوليو سيزار بالديفيسو على موقع ناشيونال فوتبول تيمز (الإنجليزية)
- خوليو سيزار بالديفيسو على موقع Soccerway.com (الإنجليزية)
- خوليو سيزار بالديفيسو على موقع عالم كرة القدم.نت (الإنجليزية)